# Zeleni Gelao jezik
Zeleni Gelao jezik (ISO 639-3: giq; isto i cape draping gelao, gelao vert, hoki gelao, klau, qau), jedan od četiri gelao jezika koji je nastao podijelom jezika gelao [kkf] (kod je povučen iz upotrebe) na gelao [gio], bijeli [giw], crveni [gir] i zeleni gelao [giq]. Kodni element [kkf] dana s ima jezik 	kalaktang monpa
Govori ga oko 300 ljudi (2002 J. Edmondson) u vijetnamskom distriktu Yen Minh i gdje su službeno priznata nacionalnost. Zeleni gelao nije razumljiv crvenom gelau. Mnogi su prihvatili jezil tày [tyz],

## Vanjske poveznice
- Ethnologue (15th)
- The Gelao, Green Language